# 天津国玉神
天津国玉神（あまつくにたまのかみ）は、日本神話に登場する神。天若日子の父神である。

## 概要
葦原中国平定において、地上世界である葦原中国を天津神の御子が治めるに当たり、これを平定するために高天原から遣わされた天若日子の父神として登場する。
| サブスタブ | この項目は、まだ閲覧者の調べものの参照としては役立たない、書きかけの項目です。この項目を加筆・訂正などしてくださる協力者を求めています。このテンプレートは分野別のサブスタブテンプレートやスタブテンプレート（Wikipedia:分野別のスタブテンプレート参照）に変更することが望まれています。 |